# Mięśnie e-a
Mięśnie e-a – mięśnie wchodzące w skład genitaliów samców sieciarek.
Mięśnie e-a to grupa mięśni wchodząca w skład zespołu kopulacyjnego (ang. copulative complex) i podzespołu proktalnego (proctal subcomplex). Opisane są dla Myrmecaerulus trigrammus i Creoleon plumbeus z rodziny mrówkolwowatych. Mięśnie te zaciskają oskórek odbytu, w czasie gdy podzespół edeagusa (ang. aedeagal subcomplex) jest wysunięty. Ich rolą jest ochrona przed defekacją w trakcie kopulacji.
U M. trigrammus występują dwie pary mięśni e-a. Obie odpowiedzialne są za otwieranie ektoproktu i zaciskanie odbytu w trakcie kopulacji. Inna, silna para tych mięśni łączy błonkę gonarcusa z oskórkiem odbytu i bierze udział w wypychaniu gonarcusa. U C. plumbeus mięśnie te są smuklejsze, a w blokowaniu odbytu biorą prawdopodobnie udział także mięśnie e-g.